# 캐시 애커

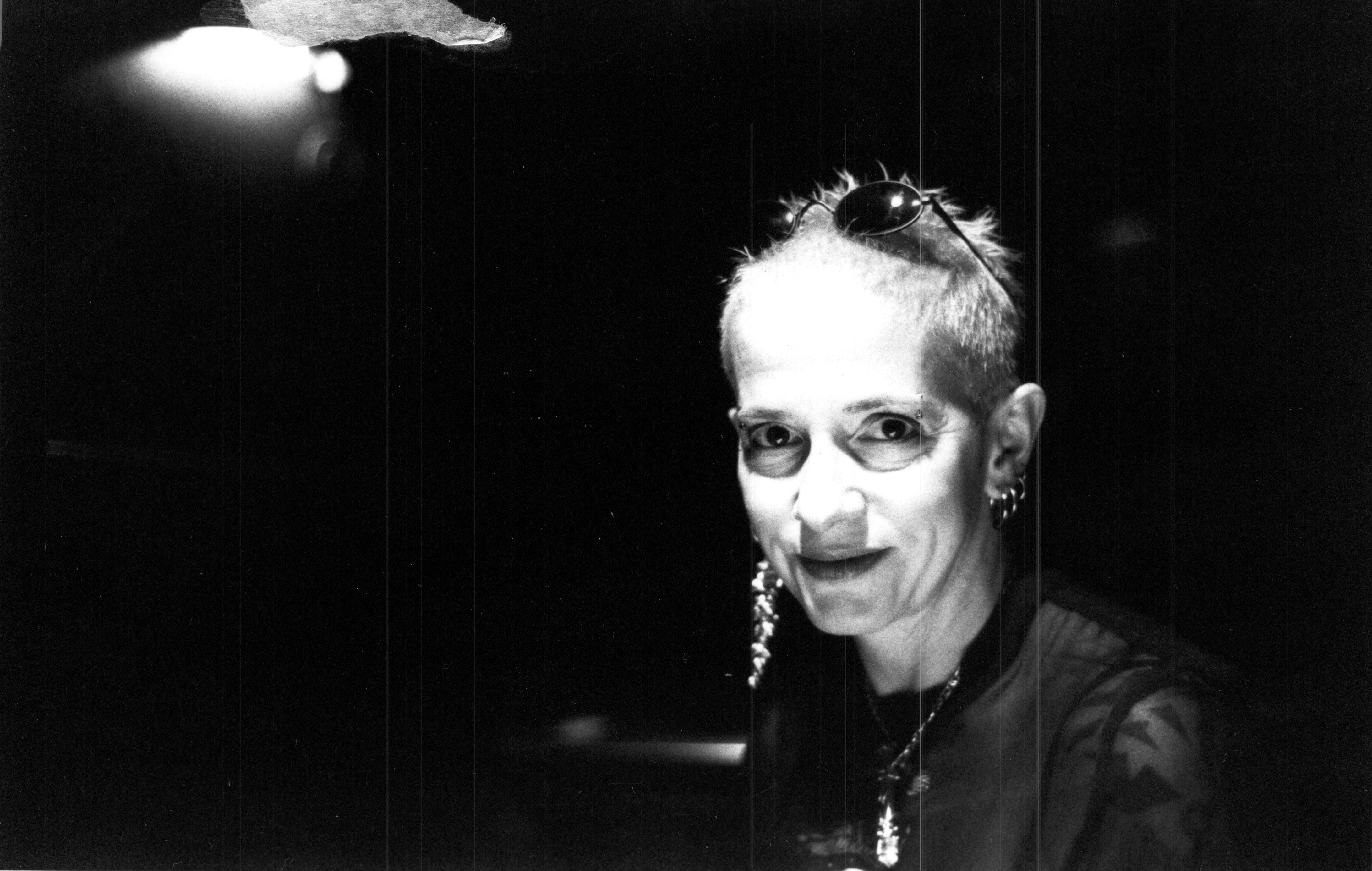
1996년 모습

캐시 애커(Kathy Acker, 1947년 4월 18일? ~ 1997년 11월 30일)는 미국의 실험 소설가, 극작가, 수필가, 포스트모더니즘 작가로, 어린 시절의 트라우마, 성욕, 반항 등의 주제를 다룬 독특하고 범법적인 글로 유명하다. 그녀는 블랙마운틴 스쿨 시인 윌리엄 S. 버로스, 데이비드 앤틴, 캐롤리 슈니만(Carolee Schneeman), 엘레노어 앤틴(Eleanor Antin), 프랑스 비판 이론, 신비주의, 포르노그래피 및 고전 문학의 영향을 받았다.

## 같이 보기
- 포스트모던 여성주의